# Єрмолаєвська сільська рада (Куюргазинський район)
Єрмола́євська сільська рада (рос. Ермолаевский сельский совет) — муніципальне утворення у складі Куюргазинського району Башкортостану, Росія. Адміністративний центр — село Єрмолаєво.

## Історія
Сільська рада утворилась шляхом об'єднання колишніх Єрмолаєвської селищної ради (смт Єрмолаєво), Куюргазинської сільради (Айсуак, Садін 2-й, Юшатирка, Язлав) та Молокановської сільради (Дідовський, Кунакбаєво, Молоканово, Сандін).

## Населення
Населення — 7993 особи (2019, 8136 в 2010, 8268 в 2002).

## Склад
До складу поселення входять такі населені пункти:
| Населений пункт      | Населення, осіб (2002) | Населення, осіб (2010) |
| -------------------- | ---------------------- | ---------------------- |
| Айсуак, село         | 1224                   | 1123                   |
| Дідовський, хутір    | 9                      | 8                      |
| Єрмолаєво, село      | 6342                   | 6397                   |
| Кунакбаєво, присілок | 172                    | 108                    |
| Молоканово, село     | 339                    | 338                    |
| Сандін, хутір        | 6                      | 13                     |
| Сандін 2-й, присілок | 176                    | 149                    |